# Vorspiel – Queerer Sportverein Berlin
Vorspiel – Queerer Sportverein Berlin e. V. ist mit über 2000 Mitgliedern und einem Angebot von über 35 Sportarten der größte LGBT-Sportverein in Europa.

## Geschichte
Am 11. November 1986 wurde der Verein zunächst als Vorspiel – Schwuler Sportverein (SSV) Berlin in West-Berlin gegründet. Es ist der erste deutsche Sportverein, der sich offen durch die Namensgebung an Schwule richtete. Inspiriert wurde die Neugründung durch Teilnahme schwuler Sportler aus Berlin an den ersten Gay Games in San Francisco. Im Jahre 1992 stieß die erste lesbische Frau zum Verein und nach weiterem weiblichen Zuwachs wurde der Vereinsname 1998 in Vorspiel – Sportverein für Schwule und Lesben Berlin e. V. geändert. Entscheidend für die Gründung des Vereins war der Wunsch nach einem gemeinsamen Sporterlebnis unter Freunden ohne Diskriminierung. Zur Gründungszeit wurden Homosexuelle noch unverblümt diskriminiert und die neue Schreckenskrankheit AIDS sorgte für weitere Ausgrenzung. Der gemeinsame Sport vermittelte Stärke und Zusammenhalt der Teilnehmer. Der Mauerfall und das Zusammenwachsen des geteilten Berlins sorgten dafür, dass Schwule aus Ostberlin ab sofort auch am Sportangebot des Vereins teilnehmen und viele Sportstätten im ehemaligen Osten der Stadt genutzt werden konnten. Die Anzahl der Mitglieder wuchs dadurch von 60 Mitgliedern im Jahre 1988 auf 600 zum Jahreswechsel 1992/1993. Entsprechend schnell etablierten sich neue Abteilungen und das Sportangebot wurde immer vielfältiger. 2011 beging der Verein sein 25-jähriges Bestehen mit einem Festakt im Bärensaal des Alten Stadthauses und einer Feier im SchwuZ. 2016 feierte Vorspiel seinen 30. Geburtstag mit vielen Turnieren, einem bunten Wagen auf dem Berliner Christopher Street Day und einer großen Geburtstagsparty. Am 25. Mai 2023 hat der Verein in der Mitgliederversammlung beschlossen, sich in Vorspiel - Queerer Sportverein Berlin e. V. umzubenennen. 

## Vereinsorganisation und -engagement
Der Vorstand von Vorspiel - Queerer Sportverein Berlin e. V. besteht aus fünf Mitgliedern. Neben dem normalen Vereinsbetrieb und der Zusammenarbeit mit Sportverbänden arbeitet der Vorstand auch mit anderen Organisationen wie z. B. dem LSVD+ – Verband Queere Vielfalt und der Berliner Aids-Hilfe zusammen und leistet damit seinen Beitrag zur Anerkennung von Anderslebenden und Andersliebenden in der Gesellschaft. Auch mit dem Verein Seitenwechsel, der sich an ein rein weibliches Publikum richtet, besteht eine regelmäßige und erfolgreiche Zusammenarbeit.
Im Oktober 2018 veranstaltete Vorspiel – unterstützt von Seitenwechsel, dem Deutschen Olympischen Sportbund, dem Landessportbund Berlin und gefördert durch die Hannchen-Mehrzweck-Stiftung, die Bundesstiftung Magnus Hirschfeld und das Bundesministerium für Familie, Senioren, Frauen und Jugend die erste BundesNetzwerkTagung der queeren Sportvereine, um die Zusammenarbeit der queeren Sportvereine in Deutschland zu intensivieren und sich gemeinsam mit weiteren Gästen aus Wissenschaft, Politik, Gesellschaft sowie dem organisierten Sport auszutauschen, neue Projekte zu entwickeln und den Kampf insbesondere gegen Homo- und Transgender-Feindlichkeit im Sport voranzutreiben. Die Veranstaltung wurde 2019 in Hamburg und 2020 digital mit Unterstützung von Vorspiel weitergeführt. In diesem Zusammenhang hat der Verein außerdem aktiv an der Ausarbeitung der „Bremer Erklärung“ zu sexueller Vielfalt und geschlechtlicher Identität im Sport mitgewirkt, die bei der 44. Sportministerkonferenz verabschiedet wurde.
Bei der Veranstaltung „Sterne des Sports“ wurde der Verein 2019 mit einem vierten Platz auf Landesebene (kleiner silberner Stern) für dieses Engagement im Rahmen der BundesNetzwerkTagung der queeren Sportvereine geehrt.

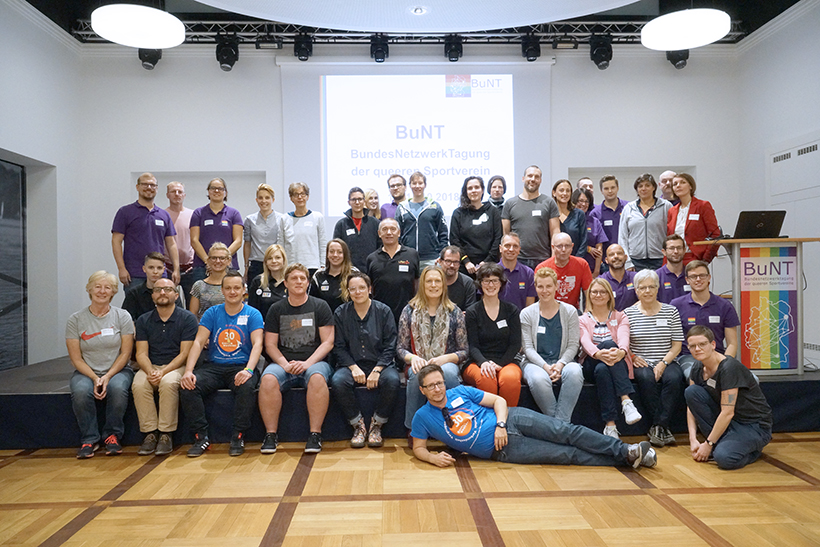
Abschlussplenum der ersten BundesNetzwerkTagung der queeren Sportvereine 2018 in Berlin

## Sportangebot
Der Verein bietet über 90 Termine an sieben Tagen pro Woche in derzeit 35 Sportarten in unterschiedlichen Berliner Bezirken an: Aerobic, Alexandertechnik, Badminton, Basketball, Bauchtraining, Fitness, Fitness für Ältere, Functional Training, Fußball, Handball, Indiaca, Laufen, Leichtathletik, Line Dance, Nordic Walking, Pilates, Qigong, Rennrad, Salsa, Schwimmen, Squash, Taiji, Tennis, Tischtennis, Ving Tsun, Völkerball, Volleyball, Wasserball, Wirbelsäulengymnastik, Yoga, Yoga für Ältere, Zhangchi und Zumba.
Während der Covid-19-Pandemie im Jahr 2020 haben unterschiedliche Abteilungen des Vereins ein digitales Sportangebot entwickelt, um den Mitgliedern unterschiedliche Bewegungsangebote für Zuhause anbieten zu können. Auch wurde in der Sommerzeit mit Einhaltung der Abstands- und Hygieneregeln vermehrt Sport im Freien durchgeführt – beispielsweise auf öffentlichen Wiesen oder in Seen.

## Sportliche Veranstaltungen

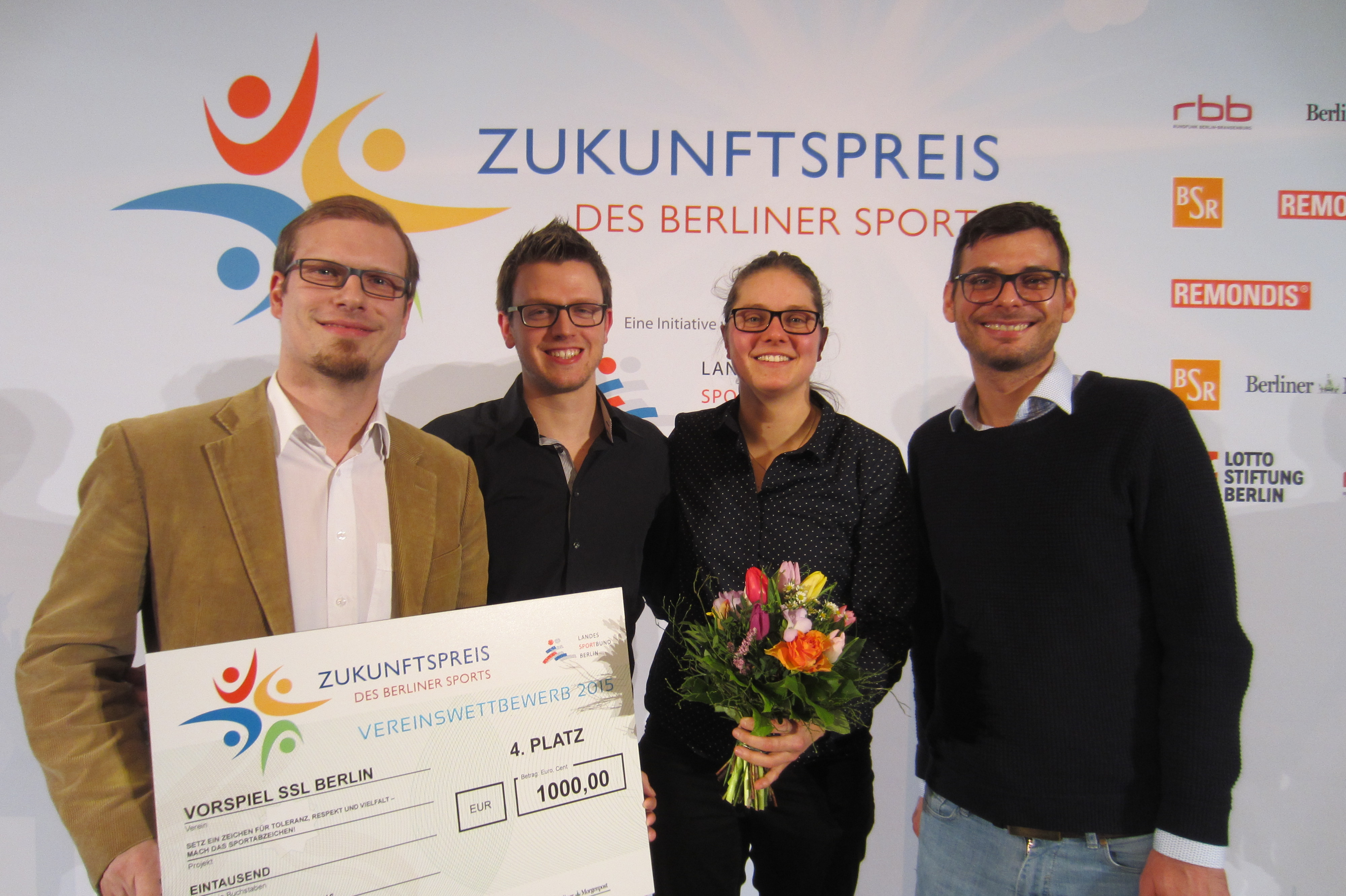
Siegerehrung beim Zukunftspreis des Berliner Sports

2015 feierte das Sportfest des Projektes „Setz ein Zeichen“ (gemeinsam mit MANEO - Das schwule Anti-Gewalt-Projekt in Berlin) erfolgreiche Premiere. Viele Sportler haben gemeinsam das Deutsche Sportabzeichen abgelegt und unabhängig von sexueller oder geschlechtlicher Identität, Alter oder Herkunft ein Zeichen für Toleranz, Respekt und Vielfalt im Sport gesetzt. Das jährliche Sportfest findet seit 2016 im Stadion des TSV GutsMuths Berlin statt, eine der beliebtesten Disziplinen der Veranstaltung ist der Handtaschen-Weitwurf. Zum 5. Jubiläum (2019) wurde ein Multisportfest veranstaltet, bei dem die Teilnehmenden zudem an Schnupperkursen in vielen Sportarten teilnehmen konnten.
Beim „Zukunftspreis des Berliner Sports“ hat das Projekt 2015 den 4. Platz belegt, im Jahr 2016 wurde eine prominent besetzte Podiumsdiskussion zum Thema "Homo- und Transphobie im Sport" mit Balian Buschbaum veranstaltet. 2017 wurde das Sportprogramm des Projekts um ein Fitness-Turnier erweitert: Die Vorspiel-"Superherogames".
Seit 2014 organisiert Vorspiel gemeinsam mit anderen schwul-lesbischen Sportvereinen aus Berlin die Queerspiele, ein Multisportevent mit sportlichem Programm zum Mitmachen, Kennenlernen und Vernetzen. Alle zwei Jahre sind Freizeitsportler und Freunde eingeladen, ein Wochenende lang verschiedene Sportarten auszuprobieren.

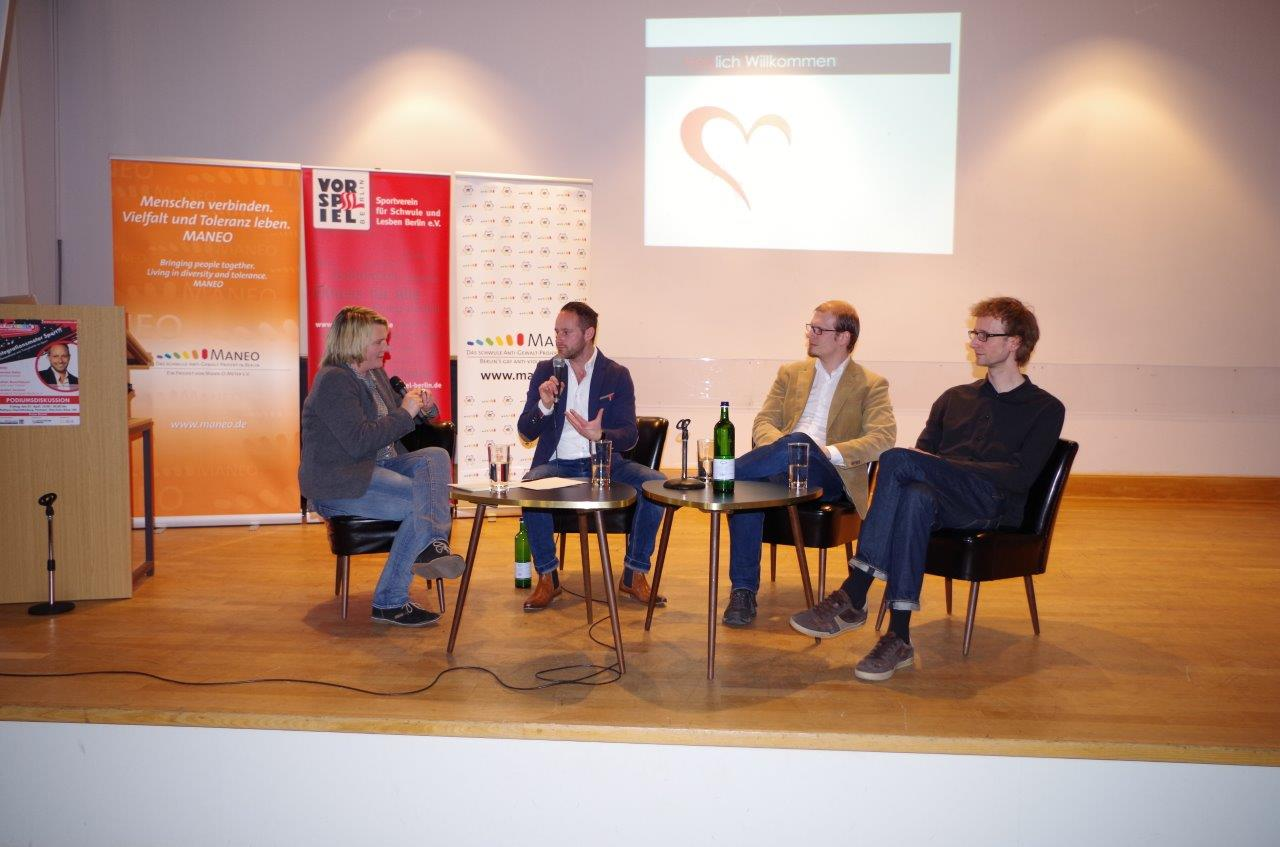
„Setz ein Zeichen“-Podiumsdiskussion 2016

Von 1990 bis 2000 fand jährlich der Gay- and Lesbian Run im Stadion Rehberge (Wedding) statt. Ein großes und internationales Badminton-Turnier wird seit 1997 veranstaltet: 2014 nahmen über 350 Sportler aus 18 Ländern teil.
Seit 2007 organisiert die Basketball-Abteilung jedes Jahr ein großes Turnier mit Teilnehmern aus ganz Europa und die Volleyball-Abteilung veranstaltet seit 2008 gemeinsam mit dem Verein Seitenwechsel den Goldelsencup, bei dem über 50 internationale Mannschaften gegeneinander antreten.
Im Jahr 1996 organisierte der Verein gemeinsam mit anderen schwul-lesbischen Sportvereinen die vierten EuroGames in Berlin und holte damit über 3000 Aktive aus ganz Europa in 17 verschiedenen Sportarten nach Berlin. Vorspiel - Queerer Sportverein Berlin e. V. nimmt außerdem regelmäßig mit einer Delegation an den Gay Games teil.

## Verbandsarbeit
Der Verein ist in diversen Sportfachverbänden Mitglied, so dass die Möglichkeit besteht, an lizenzierten Wettkämpfen teilzunehmen. Die Mitgliedschaft beim Landessportbund musste wegen des als anstößig empfundenen Namens des Vereins 1989 vor Gericht erkämpft werden. Darüber hinaus ist Vorspiel seit 1989 Mitglied in der Federation of Gay Games (FGG) und seit 1995 in der European Gay & Lesbian Sport Federation (EGLSF).